# Campsurus emersoni
Campsurus emersoni är en dagsländeart som beskrevs av Jay R. Traver 1947. Campsurus emersoni ingår i släktet Campsurus och familjen Polymitarcyidae. Inga underarter finns listade i Catalogue of Life.